# Hortfunde der Wikingerzeit auf Orkney
Bisher wurden fünf Hortfunde der Wikingerzeit auf Orkney gemacht. Vier sind Silberhorte, einer barg vier Goldringe. Alle Horte wurden im 18. und 19. Jahrhundert geborgen.
- Der 1889 gefundene Burray Hort stammt aus dem frühen 11. Jahrhundert und wiegt 1,9 kg. Alle Teile des zweitgrößten orkadischen Hortes waren aus Silber. Er bestand aus 108 Stücken, aus abgeschnittenen Ringen, 30 Ringen, einem Armreif, einem Barren, einer geflochtenen Halskette, einem Zierring und drei angelsächsischen Münzen (von 998 n. Chr.), die in einer Holzschale gefunden wurden.
- Der Caldale Hort wurde im Jahre 1774 beim Torfstechen bei St Ola, einem Randbezirk von Kirkwall in etwa 2,0 m Tiefe gefunden. Er bestand aus zwei Rinderhörnern, silbernen Armreifen und deren Fragmente sowie 300 Silberpfennigen aus der Regierungszeit von Knut dem Großen, König eines Nordseereiches, bestehend aus Dänemark, Norwegen und England (1016 bis 1035).

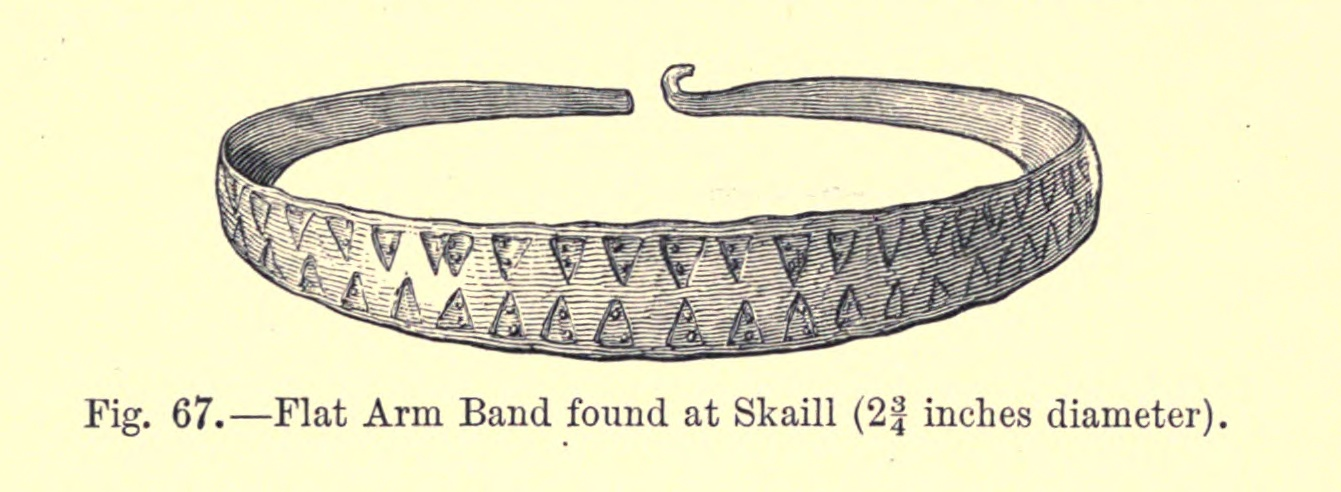
Armband von Skaill

- Der Skaill-Hort ist der größte Wikingerhort Schottlands, der 1858 in der Nähe der St.-Peter-Kirche in Sandwick gefunden wurde. Er stammt aus dem 10. Jahrhundert. Die etwa 7,5 kg Silber des Hortes bestanden aus 27 Armringen, 14 Halsketten, neun Fibeln,  Silber-Fragmenten, einem Sortiment von Barren und einer Reihe angelsächsischer und arabischer Münzen, die den Hort auf 950 n. Chr. datieren.

- Der Stenness I Hort, gefunden 1879, besteht aus vier goldenen Ringen, die Spuren langen Tragens aufweisen und eventuell erst im 12. Jahrhundert deponiert wurden.

- Stenness II, gefunden in einem Grabhügel am Ring of Brodgar besteht aus neun silbernen Ringen.